# Diala semistriata
Diala semistriata is een slakkensoort uit de familie van de Dialidae. De wetenschappelijke naam van de soort is voor het eerst geldig gepubliceerd in 1849 door Philippi.